# Pascal Engman
Pascal Carl Orlando Engman Murchio, kortweg Pascal Engman (Stockholm, 30 juli 1986) is een Zweedse journalist en auteur.

## Biografie
In mei 2010 trad hij in dienst bij Trelleborgs Allehanda waarna hij een paar maanden later entertainmentdirecteur bij Nyheter24 werd. In de zomer van 2011 werd hij gescout door de avondkrant Expressen waar hij werkte als columnist en verslaggever en zich voornamelijk bezighield met langere persoonlijke portretten en interviews. Engman verliet Expressen in november van 2016 om zijn eerste boek te schrijven.
Engmans debuutroman De patriotten werd uitgebracht in augustus van 2017, waar ook de tv-rechten van werden verkocht in april van 2018. In 2018 publiceerde hij het boek Vuurland en nam deel aan het boek Samir & Viktor.
In 2019 verscheen het vervolg op Vuurland, het tweede boek van de auteur in de Vanessa Frank-serie: Femicide. Het boek gaat over de incel-beweging. De rechten op de Vanessa Frank-boeken zijn doorverkocht aan een aantal verschillende landen, waaronder Nederland, Polen en Spanje. In 2020 verscheen zijn nieuwste boek in de Vanessa Frank-serie: Ankorna.
Hij woont in Vasastaden in Stockholm.